# Генерал-полковник таможенной службы (Российская Федерация)
Генерал-полковник таможенной службы — второе по старшинству (выше — действительный государственный советник таможенной службы Российской Федерации) специальное звание в таможенных органах Российской Федерации.
Установлено Федеральным законом от 21 июля 1997 г. № 114-ФЗ «О службе в таможенных органах Российской Федерации».
В соответствии с перечнем должностей высшего начальствующего состава в таможенных органах Российской Федерации и соответствующих этим должностям специальных званий, утверждённым Указом Президента Российской Федерации от 24 марта 2008 г. № 394 специальное звание генерал-полковника таможенной службы может быть присвоено:
- первому заместителю, статс-секретарю — заместителю и заместителям руководителя ФТС России
- начальникам Северо-Западного и Центрального таможенных управлений

## Список генерал-полковников таможенной службы[1]
1. Азаров, Юрий Фёдорович (2001)
2. Беков, Сергей Мажитович (1998)
3. Бельянинов, Андрей Юрьевич (2006)[2]
4. Блинов, Николай Михайлович (17.06.2000)[3]
5. Ванин, Михаил Валентинович (28.06.1999)[2][4]
6. Вьюнов, Владимир Исаевич[5] (2002)
7. Голендеева, Татьяна Николаевна (2017)[6]
8. Гутин, Борис Михайлович (2002)[7]
9. Давыдов, Руслан Валентинович (2017)[6]
10. Драганов, Валерий Гаврилович (1998)
11. Егоров, Михаил Константинович[8] (1998)[9]
12. Жерихов, Александр Егорович (2003)
13. Лозбенко, Леонид Аркадьевич (2005)
14. Макаров, Владимир Викторович (2003)
15. Малинин, Владимир Михайлович (2009)[10]
16. Межаков, Игорь Алексеевич (2002—2003)
17. Мещеряков, Владимир Иванович (1999)
18. Повод, Александр Викторович (2021)[11]
19. Рыбкин, Сергей Валентинович (01.10.2021)[12]
20. Струков, Андрей Борисович (2021)[13]
21. Шамахов, Владимир Александрович (2000 г.)[14]
22. Шпагин, Валерий Васильевич (2000)[15]
23. Ягодкина, Елена Владимировна (2021)[13]